# Ґаювка-Парцель
Гаювка-Парцель (пол. Gajówka-Parcel) — село в Польщі, у гміні Далікув Поддембицького повіту Лодзинського воєводства.